# Fülöp-Miller René
Fülöp-Miller René (Karánsebes, 1891. március 17. – Hanover, USA, 1963. május 7.) magyar származású, német és angol nyelven alkotó drámaíró, művelődéstörténész.

## Életpályája
Édesapja gyógyszerész volt, édesanyja Brancovič volt, egy család, amely fontos szerepet játszott a dél-keleti Bánát katonai határvidékén. A kolozsvári, a bécsi, a lausanne-i és a párizsi egyetemen folytatott orvosi, pszichiátriai, gyógyszerészeti, vegyészeti és filozófiai tanulmányokat. Tanárai között volt Forel, Babinski és Freud. Tanulmánya után édesapja gyógyszertárában dolgozott, de nem maradt sokáig. Az első világháború alatt (1914–1918) az orosz fronton szolgált. Ekkor ismerkedett meg az ismert budapesti operaénekesnővel, Hedy Bendinerrel, akit feleségül is vett. Az I. világháború után (1918) több magyar lap tudósítója volt Bécsből, Berlinből és Párizsból. Az 1930-as években Amerikában önálló száműzetésbe vonult. 1939-ben Hollywoodban telepedett le. 1943-ban amerikai állampolgár lett. 1950–1954 között orosz kultúrát és szociológiát tanított a New Hampshire-i Hannoverben, a Dartmouth College-ban. 1954-ben a New York-i Hunter College-ba költözött. 1962 őszén visszatért előadóként a Dartmouth College-ba.

### Munkássága
Beutazta Afrikát, Ázsiát. Két évet töltött a Szovjetunióban, ahol Tolsztoj és Dosztojevszkij kéziratait tanulmányozta. Német és francia művelődéstörténeti munkáit, útirajzait több nyelvre lefordították. Számos színművet is írt. Tagja volt a londoni szerzők, írók és színműírók társaságának, a berlini Schopenhauer társaságnak és a német írók szövetségének. A kíváncsiság és a tudásszomj arra késztette a Szovjetunióban, hogy tanulmányozza a kulturális életet. Első sikere szerzőként az eredetileg német nyelven 1926-ban megjelent A bolsevizmus elméje és arca: A szovjet orosz kulturális élet vizsgálata (Geist und Gesicht des Bolschewismus) című könyvben született. Legsikeresebb könyve A jezsuiták hatalma és titka (Macht und Geheimnis der Jesuiten; 1929), amelyet 1945 után is újranyomtattak. Európában tett utazásainak, valamint a német nyelvterületen elismert újságokban és rádióban végzett munkájának köszönhetően elismert szerzővé vált a weimari köztársaság idején. Az "amerikanizmust" a hitvilág ellentétes kulturális szellemeként határozta meg. Első szépirodalmi műve a Katzenmusik ["Caterwauling"] (1936-tól 1935-ig kelt; Richard Richard Winston mint Sing, Brat, Sing 1947), egy szatirikus mese egy négy éves zenei csodagyerekről. Későbbi fikciója az Idő éjszakája (transz Richard és Clara Winston az 1955-ös kézirattól) és az Ezüst Bacchanal (transz Richard és Clara Winston az 1960-as kézirattól), két szürreális mese Drohitz kitalált városában játszódik.

## Művei
- Die Lebenserinnerungen der Gattin Dostojewski's (München, 1925)
- Das Tagebuch der Gattin Dostojewski's (München, 1925)
- Rasputin: The Holy Devil (1927)
- The Russian Theatre: Its Character and History with Special Reference to the Revolutionary Period (1927)
- Lenin and Gandhi (1927)
- Geist und Gesicht des Bolschewismus (Zürich-Bécs, 1928)
- Az ismeretlen Tolsztoj. A Tolsztoj-család hivatalos kiadása (sajtó alá rendezte németül; fordította: Benedek Marcell és Havas József, Budapest, 1929)
- Macht und Geheimnis der Jesuiten (Lipcse-Zürich, 1929)
- Charivari (regény, Párizs, 1936)
- The Motion Picture in America (New York, 1938)
- The Saints that Moved the World: Anthony, Augustine, Francis, Ignatius, Theresa (1945)
- Fyodor Dostoevsky: Insight, Faith, and Prophecy (1950)
- The Night of Time (1955)
- Sankt Franziskus. Der Heilige der Liebe (Frankfurt am Main, 1958)
- The Silver Bacchanal (1960)
- The Jesuits: A History of the Society of Jesus (1963)

## Fordítás
- Ez a szócikk részben vagy egészben  a   René Fülöp-Miller című angol Wikipédia-szócikk ezen változatának fordításán alapul.  Az eredeti cikk szerkesztőit annak laptörténete sorolja fel. Ez a jelzés csupán a megfogalmazás eredetét és a szerzői jogokat jelzi, nem szolgál a cikkben szereplő információk forrásmegjelöléseként.
- Ez a szócikk részben vagy egészben  a   René Fülöp Miller című német Wikipédia-szócikk ezen változatának fordításán alapul.  Az eredeti cikk szerkesztőit annak laptörténete sorolja fel. Ez a jelzés csupán a megfogalmazás eredetét és a szerzői jogokat jelzi, nem szolgál a cikkben szereplő információk forrásmegjelöléseként.